# Giuseppe Lupo (politico)
Giuseppe Lupo (Palermo, 18 marzo 1966) è un politico italiano, dal 16 luglio 2024 europarlamentare per il Partito Democratico.

## Biografia
Dipendente Enel dal 1986, laureato in giurisprudenza, già dirigente sindacale della Confederazione Italiana Sindacati Lavoratori (CISL) dal 1993, di cui è arrivato a ricoprire la carica di segretario generale della CISL di Palermo dal 2001 al 2008.
Alle elezioni regionali in Sicilia del 2008 si candida all'Assemblea Regionale Siciliana (ARS), tra le liste del Partito Democratico (PD) a sostegno della candidata di centro-sinistra, nonché capogruppo del PD al Senato, Anna Finocchiaro, risultando eletto nel collegio di Palermo con 11.161 preferenze deputato all'ARS.
Alle elezioni primarie del PD nel 2009 Lupo sostiene la mozione di Dario Franceschini, segretario uscente e vicesegretario sotto il predecessore Walter Veltroni, per la quale si candida come segretario regionale in Sicilia, venendo eletto con 122 voti su 123 nonostante Franceschini risulterà perdente arrivando secondo con il 34,27% dei voti dietro a Pier Luigi Bersani (53,23%), rimanendo in carica fino al 2013.

### Vicepresidente e Capogruppo PD dell'ARS
Venne rieletto all'ARS alle regionali siciliane del 2012 con 8.704 preferenze, rivestendo il ruolo di vicepresidente dell'Assemblea tra il 2015 e il 2017, e del 2017 con 9.798 preferenze, ricoprendo l'incarico di capogruppo del gruppo consiliare PD all'ARS.
Alle primarie del PD del 2017 sostiene la mozione di Matteo Renzi, segretario uscente ed ex Presidente del Consiglio, che prevale con quasi il 70% dei voti, entrando a far parte della Direzione Nazionale del PD.
Alle elezioni amministrative del 2022 si candida al consiglio comunale di Palermo, tra le liste del PD a sostegno del candidato sindaco di centro-sinistra Franco Miceli, risultando eletto consigliere comunale e ricoprendo l'incarico di vicepresidente della Commissione consiliare Attività produttive.
In vista delle elezioni regionali in Sicilia del 2022 decide di non ricandidarsi, per via delle indagini che lo coinvolgevano e che lo fecero inserire tra gli impresentabili dalla commissione antimafia.

### Elezione a europarlamentare
Alle elezioni europee del 2024 viene candidato al Parlamento europeo, tra le liste del PD nella circoscrizione Italia insulare, risultando eletto europarlamentare con 49.823 preferenze (grazie anche alla rinuncia del seggio da parte della segretaria del PD Elly Schlein), dimettendosi da consigliere comunale di Palermo. Nella X legislatura è vicepresidente della Commissione per i bilanci, componente della Commissione per il controllo dei bilanci, della Commissione per la pesca e delle Delegazioni all'Assemblea parlamentare paritetica OSACP-UE e all'Assemblea parlamentare Africa-UE, oltreché membro sostituto della Commissione per i trasporti e il turismo e delle Delegazioni all'Assemblea parlamentare dell'Unione per il Mediterraneo e per le relazioni con gli Stati Uniti.

## Vita privata
È sposato dal 2018 con la giornalista Nadia La Malfa e ha una figlia.

## Vicende giudiziarie
Indagato per corruzione nell'inchiesta del caso Saguto, per cui è andato a processo, il 6 marzo 2024 venne assolto dal tribunale di Palermo perché il fatto non sussiste.